# نورمان إي. كوك
نورمان إي. كوك هو سياسي كندي، ولد في 9 ديسمبر 1888 في وودستوك في كندا، وتوفي في 5 أغسطس 1950 في كندا. حزبياً، نشط في حزب الائتمان الاجتماعي في ألبرتا ‏. وقد انتخب عضو الجمعية التشريعية ألبرتا.